# Cikloszerin
A cikloszerin a legerősebb hatású antibiotikum a Mycobacterium tuberculosis ellen. A gümőkór kezelésének másodlagos gyógyszere, vagyis olyankor adják, ha más szerek már csődöt mondtak.
Bár más baktériumok ellen is hat, ritkán használják a tuberkulózustól eltérő fertőzések ellen.
Szintetikusan is előállítható, vagy egyes Streptomyces törzsek fermentlevéből kivonható.

## Hatásmódja
A baktériumok sejtfalszintézisének inhibítora, a D-alanin racemáz és a D-alanin ligáz enzim gátlója. A cikloszerin az alanin strukturális analógja, ezért verseng a D-alaninnal azon enzimek kötőhelyeiért, melyek a D-alanin–D-alanin-kapcsolatokat kialakítják.
Sokszor rifampicinnel vagy sztreptomicinnel kombinálják a még jobb terápiás hatás elérése érdekében (és izonikotinsav-hidrazidot, egy másik TBC-elleni gyógyszert is adnak hozzá).

## Mellékhatásai
A mellékhatások elsősorban a központi idegrendszerre gyakorolt hatásában mutatkoznak meg: fejfájás, ingerlékenység, depresszió. Ezek a mellékhatások függetlenek az antibakteriális hatástól, és piridoxinnal (B6-vitaminnal) csökkenthetők. Az okozza őket, hogy a cikloszerin részleges agonistája a glicin- és az NMDA-glutaminreceptornak.

## Fordítás
Ez a szócikk részben vagy egészben  a   Cycloserine című angol Wikipédia-szócikk fordításán alapul.  Az eredeti cikk szerkesztőit annak laptörténete sorolja fel. Ez a jelzés csupán a megfogalmazás eredetét és a szerzői jogokat jelzi, nem szolgál a cikkben szereplő információk forrásmegjelöléseként.
Ez a szócikk részben vagy egészben  a   NMDA_receptor című angol Wikipédia-szócikk fordításán alapul.  Az eredeti cikk szerkesztőit annak laptörténete sorolja fel. Ez a jelzés csupán a megfogalmazás eredetét és a szerzői jogokat jelzi, nem szolgál a cikkben szereplő információk forrásmegjelöléseként.